# Pseudanthias timanoa
Pseudanthias timanoa — вид окунеподібних риб родини серранових (Serranidae). Описаний у 2020 році.

## Назва
Видова назва P. timanoa утворена з перших складів імен трьох дітей автора таксона Бенжаміна Віктора — Тімоті, Майлі і Ноа.

## Поширення
Вид описаний з 21 зразка, що зібрані на південному заході Тихого океану біля острова Нова Каледонія. Мешкає  на глибоких схилах коралових рифів, на глибинах 50-100 м.

## Опис
Дрібна рибка, завдовжки до 5,5 см. Належить до видового комплексу Pseudanthias lori. Відрізняється яскраво-червонувато-рожевим забарвленням з 7 червоно-помаранчевими смужками уздовж верхньої частини тіла, та яскрамо-червоним каудальним сідлом. У зрілих самців розвивається видовжений третій промінь спинного плавця (довжина якого приблизно в 1,5 рази довжина голови) і довга нитка хвостового плавця. Послідовність маркера COI mtDNA для нового виду складає 10,3 % розбіжності від найближчого родича P. lori.